# Benjamin Dyball
Benjamin Dyball (Blacktown, 20 de abril de 1989) es un ciclista profesional australiano que milita en las filas del conjunto Victoire Hiroshima.

## Palmarés
2013
- 2.º en el Campeonato Oceánico Contrarreloj
- 1 etapa del Tour de Japón

2016
- 3.º en el Campeonato Oceánico Contrarreloj
- Tour de Tasmania, más 1 etapa

2017
- 3.º en el Campeonato de Australia Contrarreloj
- 2.º en el Campeonato Oceánico Contrarreloj
- Boucle de l'Artois, más 1 etapa

2018
- Tour de Tailandia, más 1 etapa
- 1 etapa del Tour de Siak
- Tour de Ijen, más 1 etapa

2019
- Campeonato Oceánico Contrarreloj
- Campeonato Oceánico en Ruta
- 1 etapa del Tour de Tochigi
- Tour de Langkawi, más 1 etapa
- 1 etapa de la Vuelta al Lago Qinghai
- 1 etapa del Tour de Indonesia

2022
- 1 etapa del Tour de Japón
- Tour de Taiwán, más 1 etapa

2024
- 3.º en el Campeonato Oceánico Contrarreloj
- Gran Premio Kaisareia

## Resultados en Grandes Vueltas
| Carrera | Carrera         | 2011 | 2012 | 2013 | 2014 | 2015 | 2016 | 2017 | 2018 | 2019 | 2020  | 2021 | 2022 | 2023 | 2024 |
| ------- | --------------- | ---- | ---- | ---- | ---- | ---- | ---- | ---- | ---- | ---- | ----- | ---- | ---- | ---- | ---- |
|         | Giro de Italia  | —    | —    | —    | —    | —    | —    | —    | —    | —    | —     | —    | —    | —    | —    |
|         | Tour de Francia | —    | —    | —    | —    | —    | —    | —    | —    | —    | —     | —    | —    | —    | —    |
|         | Vuelta a España | —    | —    | —    | —    | —    | —    | —    | —    | —    | 130.º | —    | —    | —    | —    |

—: no participa

Ab.: abandono